# Hajiabad (Fars)
Hajiabad (persiska: حاجی‌آباد) är en stad i södra Iran. Den ligger i provinsen Fars, 1 033 meter över havet. Hajiabad är administrativt centrum för delprovinsen (shahrestan) Zarrindasht.